# 영품리왕
영품리왕(寧禀離王, ? ~ ?)은 고리국(槀離國)의 국왕(國王)이다.

## 가계
- 군주 : 영품리왕(寧禀離王)
- 부인 : 미상
  - 아들 : 동명왕(東明王)

## 참고 문헌
- 《후한서》〈동이전〉부여조[깨진 링크(과거 내용 찾기)]

| 전임 ‐ | 제1대 고리국 왕 ? ~ ? | 후임 동명왕 |